# Белфонтен (Манш)
Белфонтен (фр. Bellefontaine) насеље је и општина у северној Француској у региону Доња Нормандија, у департману Манш која припада префектури Авранш.
По подацима из 2011. године у општини је живело 159 становника, а густина насељености је износила 23,63 становника/km². Општина се простире на површини од 6,73 km². Налази се на средњој надморској висини од 220 метара (максималној 292 m, а минималној 100 m).

## Демографија
| 1962. | 1968. | 1975. | 1982. | 1990. | 1999. | 2011. |
| ----- | ----- | ----- | ----- | ----- | ----- | ----- |
| 264   | 293   | 254   | 222   | 145   | 159   | 159   |

График промене броја становника у току последњих година